# BYD electrònic
BYD Electronic (International) Company Limited o simplement BYD Electronics fabrica components d'auriculars i munta telèfons mòbils per als seus clients com a OEM o ODM. Creada com a subsidiària de BYD el 2002, va emetre una OPI a la Borsa de Valors de Hong Kong el 2007 després d'haver estat incorporada a Hong Kong el 14. juny de 2007.
BYD Electronics va operar diverses fàbriques a l'estranger, com ara a Cluj, Romania; una fàbrica a Komárom, Hongria que va ser adquirida mitjançant la compra el febrer de 2008 de Mirae Hungary Industrial Manufacturer Ltd; i una fàbrica a Chennai, Índia, que també es va completar el 2008. A més, BYD Electronic té bases de producció a Huizhou, Tianjin, i al parc industrial de Baolong, districte de Longgang, Shenzhen.
Com a "proveïdor en mode d'un sol lloc", especialment per a telèfons mòbils, l'empresa ofereix disseny de producte, fabricació, proves, muntatge i postvenda serveis. El 2011, els clients notables de BYD Electronics inclouen Nokia, Motorola i Samsung. Segons Wang Chuanfu el 2021, l'empresa fabrica la majoria de telèfons mòbils Huawei.
Des del 2020, BYD Electronics es va convertir en un dels fabricants d'equips originals (OEM) de l'iPad d'Apple]. També produeix iPads a la seva fàbrica de Vietnam, que va entrar en funcionament el juliol de 2022. La fàbrica vietnamita es troba al parc industrial de Phu Ha a la província de Phú Thọ. La primera fase de la instal·lació té una capacitat anual de 4,32 milions de tauletes i 50 milions de prisma òptic. El pla d'Apple de produir iPads amb BYD a l'Índia es va cancel·lar a causa de les regulacions governamentals derivades de preocupacions geopolítiques entre l'Índia i la Xina.
L'agost de 2023, BYD Electronics va acordar comprar diverses fàbriques xineses operades per Jabil, un fabricant nord-americà que subministra components importants a Apple.
El maig de 2024, es va anunciar que BYD Electronics s'afegiria a l'índex Hang Seng de Hong Kong.

El juliol de 2024, van sorgir informes que BYD Electronics juntament amb Luxshare Precision van passar a formar part de la cadena de subministrament de l'iPhone 16, després que una part de la producció d'iPhone es traslladés de l'Índia a la Xina per problemes de qualitat.